# Docodesmus griseus
Docodesmus griseus är en mångfotingart som beskrevs av Loomis 1941. Docodesmus griseus ingår i släktet Docodesmus och familjen fingerdubbelfotingar. Inga underarter finns listade i Catalogue of Life.